# Asim Čamdžić
Asim Čamdžić (Junuzovići, Zavidovići, 1920. – 1949.), bosanskohercegovački muslimanski aktivist. Rođen u Junuzovićima. Završio Gazi Husrev-begovu medresu. Školovanje nastavio u Sarajevu na Višoj islamskoj šerijatsko-teološkoj školi (VIŠT-u). Nije ju završio jer je ukinuta. Na studij je pošao u Zagreb. Izabrao je studij prava. Proljeća 1949. uslijedila su masnovna uhićenja Mladih muslimana. Pobjegao je iz Sarajeva i privremeno utočište našao u Hrvatskoj, u Zagrebu. Skupa s drugim Mladim muslimanom Fikretom Pločom pošao na put iz Zagreba. Namjeravali su putovati preko Beograda i otići u Grčku. Stigao je u Makedoniju, u Skoplje. U Makedoniji im se izgubio svaki trag. Smajo Mandžuka, istražitelj Mladih muslimana tvrdi da su poginuli na grčko-jugoslavenskoj granici. Istražiteljev iskaz valja uzeti sa zadrškom, jer jedan od progonjenih je vidio krvlju ispisano ime Fikreta Ploče na zidu jedne od ćelija sarajevskog Središnjeg zatvora.

## Vanjske poveznice
- (srp.) Mladi muslimani  Arhivirana inačica izvorne stranice od 8. travnja 2018. (Wayback Machine) Asim Čamdžić: Osobine "Mladog Muslimana"